# Pseudoporrhomma
Pseudoporrhomma là một chi nhện trong họ Linyphiidae.